# Myzakkaia polygonicola
Myzakkaia polygonicola är en insektsart. Myzakkaia polygonicola ingår i släktet Myzakkaia och familjen långrörsbladlöss. Inga underarter finns listade i Catalogue of Life.